# Amegilla kalahari
Amegilla kalahari är en biart som beskrevs av Constance Margaret Eardley 1994. Amegilla kalahari ingår i släktet Amegilla och familjen långtungebin. Inga underarter finns listade i Catalogue of Life.